# Rodney Eastman
Rodney Eastman (Montreal, 20 juli 1967) is een Canadees acteur en muzikant.

## Carrière
Eastman begon in 1986 met acteren in de televisieserie CBS Schoolbreak Special, waarna hij nog meerdere rollen speelde in televisieseries en films. In 1989 werd Eastman genomineerd voor een Young Artist Award voor zijn rol in de film A Nightmare on Elm Street 4: The Dream Master in de categorie Best Jonge Acteur in een Horrorfilm. 
Eastman is naast het acteren ook actief als muzikant in de band King Straggler met mede acteurs John Hawkes en Brent Gore. De band is actief vanuit Los Angeles.  

## Filmografie

### Films
Uitgezonderd korte films.
- 2019 Getting the Kinks Out - als Harold
- 2017 Sable - als Andres
- 2016 Foreign Land - als mr. James
- 2014 Camouflage - als Galvin
- 2012 Extracted - als Eric
- 2010 The Black Belle - als Rodney Eastman
- 2010 Janie Jones - als Billy
- 2010 I Spit on Your Grave - als Andy
- 2010 Spork - als Spit
- 2008 Rule of Three - als Russ
- 2008 Fix - als Crackhead
- 2004 Sawtooth - als Christian
- 2002 Con Express - als Ricky
- 2001 The Caveman's Valentine - als Matthew
- 2000 Sand - als Baker
- 2000 The Dancer - als Isaac
- 1999 Blue Ridge Fall - als Aaron Perkins
- 1999 Random Acts of Violence - als drugsdealer
- 1999 Clubland - als Mondo
- 1998 Tourist Trap - als Stork
- 1998 The Opposite of Sex - als Ty
- 1997 Dead Men Can't Dance - als David Porter
- 1996 No One Would Tell - als Tony Dinardo
- 1993 Hear No Evil - als jongen dat ondervraagd wordt
- 1991 Mobsters - als Joey
- 1991 Flight of Black Angel - als Bobby Gordon
- 1989 The Preppie Murder - als Jersey
- 1989 Deadly Weapon - als Zeke
- 1989 Beverly Hills Bodysnatchers - als Freddy
- 1988 A Nightmare on Elm Street 4: The Dream Master - als Joey
- 1988 Broken Angel - als Billy
- 1987 A Nightmare on Elm Street 3: Dream Warriors - als Joey
- 1986 Chopping Mall - als winkeldief

### Televisieseries
Uitgezonderd eenmalige gastrollen.
- 2007 Cane - als Dan - 2 afl.
- 2003 Threat Matrix - als Billy - 2 afl.
- 1999 Melrose Place - als Ricky G. - 4 afl.
- 1990 Hull High - als Richard Stoltz - 2 afl.

- Biblioteca Nacional de España: XX4613089
- Bibliothèque nationale de France: cb14501312n (data)
- Gemeinsame Normdatei: 140711325
- International Standard Name Identifier: 0000 0001 1697 3294
- Library of Congress Control Number: no2002023894
- Virtual International Authority File: 107709124
- WorldCat: E39PBJghqCCF9rqjwYwhkwDyVC